# 衡陽薄鰍
衡陽薄鰍為輻鰭魚綱鯉形目沙鰍科的其中一種，為温帶淡水魚，分布於亞洲中國湖南長江流域，為特有種，棲息在底中層水域，生活習性不明。

## 扩展阅读
維基物種上的相關：衡陽薄鰍